# 瑞云乡
瑞云乡，是中华人民共和国四川省资阳市安岳县曾经下辖的一个乡。2019年12月，撤销瑞云乡，将其所属行政区域划归石羊镇管辖。

## 行政区划
瑞云乡撤销前下辖以下地区：
天云村、园门村、同心村、小堰村、顺河村、六合村、长石村、鱼泉村、天锅村、犁坪村和民花村。